# SMPP
El protocolo SMPP, abreviación en inglés de Short message peer-to-peer, es un estándar de telecomunicaciones pensado para el intercambio de mensajes SMS entre equipos que gestionan los mensajes como pueden ser los SMSC (Short message service center) o los GSM USSD (Unstructured Supplementary Services Data server), y un sistema de solicitud de SMS como puede ser un servidor WAP o cualquier gateway de mensajería.
Se utiliza para permitir el envío y la recepción de mensajes por parte de proveedores de contenidos, anunciantes, servicios de telemetria, correo electrónico, buzón de voz, entre muchas otras aplicaciones y servicios basadas en SMS.
SMPP fue desarrollado por Aldiscon, una pequeña firma irlandesa comprada posteriormente por Logica. En 1999, SMPP pasó formalmente a manos del 'SMPP Developers Forum', posteriormente rebautizado como el SMS Forum. En 2007 el Foro SMS dejó de operar y los derechos sobre el protocolo SMPP fueron retomados por Logica, actualmente conocida como Mavenir.
En 1995 ETSI incluyó el protocolo SMPP como anexo en TR 03.39.

## Detalles técnicos
Como se ha comentado en un principio el SMPP es la interfaz que permite que entidades de envío de SMSs que subyacen fuera de la red móvil (ESME - External Short Message Entities) puedan interconectar con los elementos internos como el SMSC.
SMPP define básicamente:
- El conjunto de operaciones para el intercambio de SMSs entre los ESME y el SMSC
- Los datos que los ESME debe intercambiar con el SMSC durante la conexión.

El protocolo se basa en el intercambio, petición/respuesta, de pares de PDUs (protocol data units), estos se intercambian sobre la capa 4 OSI (sesiones TCP/IP o X.25).
El intercambio de datos puede realizarse de manera síncrona, esperando cada parte la respuesta/petición del otro para enviar la correspondiente petición/respuesta, o asíncrona, donde las peticiones y respuestas se pueden entrelazar.
Actualmente las versiones más utilizadas, pues son las más comúnmente soportadas por los operadores, son SMPP v3.3 y v3.4. Esta última soporta el modo transceiver (una misma conexión puede enviar y recibir al 'mismo' tiempo). La última versión oficialmente disponible es la v5.0, pero aun en 2019 su utilización no es común.

## Seguridad
El protocolo SMPP opera en texto claro, no incluye cifrado. Este hecho debe ser tenido en cuenta si se da el caso de que los mensajes SMS contengan información sensible, como contraseñas o datos personales. Sin embargo, existen implementaciones del protocolo SMPP sobre un enlace seguro con TLS/SSL.